# Ludovico Sforza
Ludovico Maria Sforza (znan tudi kot Ludovico il Moro, 27. julij 1452 - 27. maj 1508), je bil Milanski vojvoda od 1494 do 1499, po smrti svojega nečaka Gian Galeazzo Sforza. Član družine Sforza je bil drugi sin  Francesca I.. Bil je znan kot pokrovitelj  Leonardo da Vincija in drugih umetnikov in predsedoval zadnji in najbolj produktivni fazi milanske renesanse. On je verjetno najbolj znan kot človek, ki je naročil Zadnjo večerjo.
Il Morodobesedno pomeni Maver, vzdevek naj bi bil namenjen Ludovicu zaradi njegove temne polti. Nekateri znanstveniki menijo, da je ime Moro prišlo od Ludovicovega grba, na katerem je murva, mora v italijanščini. V sodobni italijanščini je moro tudi sinonim za "bruno" (temen).

## Zgodnje življenje
Ludovico Sforza se je rodil 27. julija 1452 v Vigevanu, ki je zdaj v Lombardiji. Bil je drugi sin Francesca I. Sforze in Biance Maria Visconti in kot tak, ni pričakoval, da bi postal vladar Milana. Kljub temu je njegova mati Bianca preudarno skrbela, da njegova izobrazba ni bila omejena le na klasične jezike. Pod vodstvom humanista Francesca Filelfa, se je Ludovico seznanil z lepoto slikarstva, kiparstva in pisanja, učil pa se je tudi metode vladanja in bojevanja. Kasneje je pomagal Leonardu slikati s pasteli.

## Regent v Milanu
Ko je njihov oče Francesco leta 1466 umrl (Zadnjo večerjo je naslikal ob svojem grobu v cerkvi Santa Maria delle Grazie), je družinski naslov prenesen na Galeazzo Maria, starejšega Ludovicovega brata, medtem ko je bil njemu podeljen vljudnostni naziv grof Mortara. 
Galeazzo Maria je vladal do njegovega umora leta 1476, nakar so bili naslovi preneseni na sedem let starega sina, Gian Galeazzo Sforza, Ludovicovega nečaka. Sledil je grenak boj za regentstvo s fantovo materjo, Bono Savojsko. Ludovico se je pojavil kot zmagovalec leta 1481 in prevzel nadzor nad vlado v Milanu, kljub poskusom, da ga zadržijo stran od moči. Naslednjih 13 let je vladal Milanu kot regent, ki je imel prej še vlogo vojvode Barija v letu 1479.

## Poroka in privatno življenje
V januarju 1491 se je poročil z Beatrice d'Este (1475-1497), najmlajšo hčerko Ercola I. d'Este v dvojni Sforza-Este zakonski zvezi. Beatricin brat, Alfonso d'Este se je namreč poročil z Anno Sforza, Ludovicovo nečakinjo. Leonardo da Vinci je orkestriral poročno slavje. Beatrice in Alfonsova sestra, Isabella d'Este (1474-1539) je bila poročena s Francescom II. Gonzaga, markizom Mantove.
15-letna princesa je hitro očarala milanski dvor s svojim veseljem do življenja, smehom in celo njeno ekstravaganco. Pomagala naj bi oblikovati grad Sforza v središče razkošnih festivalov in plesov, ljubila je zabavne filozofe, pesnike, diplomate in vojake. Beatrice je imela dober okus, zaradi česar je do moževega pokroviteljstva umetnikov postala bolj selektivna in je rada videla, da sta bila Leonardo da Vinci in Donato Bramante zaposlena na dvoru. Ona je postala mati Maksimilijana Sforze in Francesca II. Sforze, prihodnjega Milanskega vojvoda.
Pred in v času trajanja svojega zakona, je Ludovico vedno imel ljubice, čeprav se zdi, da le eno naenkrat. Bernardina de Corradis je bila zgodnja ljubica, ki mu je rodila hčerko, Bianco Giovanno {1483-1496}. Otrok je bil priznan in kasneje leta 1496 poročen z Galeazzo da Sanseverino. Cecilia Gallerani, naj bi bila najljubša, 3. maj 1491 je rodila sina z imenom Cesare, v istem letu, v katerem se je poročil z Beatrice d'Este. Galleranijeva je opredeljena kot model za Damo s hermelinom, Leonarda da Vincija - hermelin je heraldična žival Ludovica il Mora. Druga gospa je bila Lucrezia Crivelli, ki mu je rodila drugega nezakonskega sina, Giovanni Paola, rojen v letu Beatricine smrti. Bil je condottiero. Ludovico je bil oče tudi tretjemu nezakonskemu sinu, po imenu Sforza, ki je bil rojen okrog 1484 in je nenadoma umrl leta 1487; fantova mama ni znana. 

## Vlada kot regent
Ludovico se je zadovoljil z realnostjo, rajo kot z videzom moči. Vlagal je v kmetijstvo, konje in živinorejo ter kovinsko industrijo. Približno 20.000 delavcev je bilo zaposlenih v industriji svile. Umetniki in obrtniki so se trudili, da bi bil milanski dvor najbolj čudovit ne samo v Italiji, ampak v Evropi. Leonardo da Vinci in arhitekt Donato Bramante sta bila med številnimi umetniki, pesniki in glasbeniki, ki so se zbrali v Milanu. Ludovico je sponzoriral veliko del na področju civilnega in vojaškega inženirstva, gradil kanale in utrdbe. Dvor in navadni ljudje so se enako veselili Lodovicovega praznovanja. Lodovico je nadaljevali delo na Milanski stolnici, razširil ulice glavnega mesta in jih krasil z vrtovi. Univerzi v Pavii in Milanu sta pod njim cveteli. Bilo je nekaj pritožb na obsežno obdavčitev, ki je bila potrebna za podporo tem vlaganjem in nekaj nemirov kot posledica tega.

## Vzpon kot Milanski vojvoda in italijanske vojne
Leta 1494 se je novi Neapeljski kralj Alfonso povezal s papežem Aleksandrom VI., ki  sta ogrožala Milano. Ludovico se je odločil, da ga brani z uporabo Francije, kjer je vladal močan Karel VIII. Francoski, kot njegovim zaveznikom. Dovolil je francoskim vojakom iti skozi Milano, tako so lahko napadli Neapelj. Vendar pa ambicija Karla ni bila samo Neaplju, in je nato zahteval še Milano. Bridko je obžaloval svojo odločitev, zato je Ludovico vstopil v zavezništvo z Maksimilijanom I. Habsburškim tako, da mu je ponudil v zakon svojo nečakinjo Bianco Sforza in sprejel, v zameno, imperialno investituro vojvodino in vstop v ligo proti Franciji.
Gian Galeazzo, njegov nečak, je umrl v sumljivih razmerah leta 1494 in milanski prestol je pripadel Ludovicu, ki je pohitel in 22. oktobra prevzel vojvodski naslov in vojvodsko krono od milanskih plemičev. Ampak njegove sreče je zmanjkalo. 3. januarja 1497 je, kot posledica težkega poroda, Beatrice, njegova žena, umrla. Ludovico je bil neutolažljiv in celoten dvor je bil zavit v mrak. Ludovico, ki je upal, da bo, z vključevanjem Francozov in svetega rimskega cesarja Maksimilijana I., v italijansko politiko, lahko manipuliral oba in užival koristi sam, je torej odgovoren za začetek italijanske vojne. Sprva je Ludovico premagal Francoze v bitki pri Fornovi leta 1495 (izdelava orožja iz 80 ton brona, prvotno namenjenega za velik konjeniški kip, ki ga je vojvoda naročil da Vinciju v čast Francesca I. Sforza). S smrtjo Karla je francoski prestol podedoval njegov bratranec, Ludvik Orléanski, ki je postal Ludvik XII. Francoski. Novi kralj je imel dedni zahtevek na Milano, saj je bil njegova babica Valentina Visconti, hči Giangaleazzo Viscontija, prvega vojvode v Milanu. Zato je leta 1498 prišel po Milano. Ker nobena od drugih italijanskih držav ni pomagala vladarju, ki je pred štirimi leti povabil Francoze v Italijo, je Ludvik uspešno pregnal Ludovica iz Milana. Uspelo mu je pobegniti pred francosko vojsko, in leta 1499 iskal pomoč pri Maksimilijanu.
Ludovico se je vrnil z vojsko plačancev in februarja 1500 ponovno zavzel Milano. Dva meseca kasneje je Ludvik XII. oblegal mesto Novara, kjer je imel Ludovico svojo bazo. Vojske na obeh straneh sta vključevale švicarske plačance. Švicarji se niso želeli boriti med seboj in so se odločili zapusti Novaro. Ludovica so predali Francozom aprila 1500. Zadnja leta je tako preživel v podzemni ječi na Loches, kjer je 17. maja 1508 umrl. Boj Ludovica z Ludvikom je na kratko omenjen v poglavju 3 Machiavellijevega Princa. Švicarji so kasneje ubili vojaka iz Urija, ki se je imenoval Hans Turmann, saj so trdili, da je izdal svojega delodajalca za denar.
Švicarji so kasneje obnovili Milansko vojvodino z Ludovicovim sinom, Maksimilijanom Sforza. Njegov drugi sin, Francesco II., je prav tako kratek čas vodil vojvodino v Milanu. Francesco II. je umrl leta 1535, kar je sprožilo italijansko vojno, zaradi katere je Milano prešel pod španski imperij.
Spomin na Ludovica je za stoletja zameglil po obtožbi Niccolòja Machiavellija, da je "povabil" Karla VIII. da napade Italijo, kar je utrlo pot za nadaljnjo tujo nadvlado. Naboj so ohranjali tudi poznejši zgodovinarji, ki so predajali ideal nacionalne neodvisnosti. Novejši zgodovinarji pa obujajo sliko Ludovica v okolju renesanse in ponovno preverjajo njegove odlike kot vladarja in dajejo bolj pravično oceno njegovega uspeha.

## V popularni kulturi
V 1971 je RAI predvajal mini serijo La Vita di Leonardo Da Vinci, kjer je Ludovica Sforzo upodobil italijanski igralec Giampiero Albertini.
Leta 2011 je v seriji Borgijci, Ludovica Sforzo upodobil angleški igralec Ivan Kaye.